# Crush (film, 1992)
Pour les articles homonymes, voir Crush.
Pour plus de détails, voir Fiche technique et Distribution.
Crush est un film australo-néo-zélandais réalisé par Alison McLean, sorti en 1992.

## Synopsis
Une adolescente, un romancier et une femme un peu spéciale tombent amoureux d'une même personne.

## Fiche technique
- Titre : Crush
- Réalisation : Alison McLean
- Scénario : Alison McLean et Anne Kennedy
- Directeur de la photographie : Dion Beebe
- Musique : : Anthony Partos
- Montage:  John Gilbert
- Chef décorateur : Meryl Cronin
- Pays :  Nouvelle-Zélande
- Date de sortie en salles : 
  -  Canada : 15 septembre 1992 (Festival de Toronto)
  -  France : 6 janvier 1993
  -  États-Unis et  Royaume-Uni : 19 mars 1993
  -  Australie : 30 mars 1993 (Adelaide Film Festival)
  -  République tchèque :  11 juillet 2000  (Karlovy Vary Film Festival)

## Distribution
- Marcia Gay Harden : Lane
- Donogh Rees : Christina